# Dormi, dormi, bel Bambin

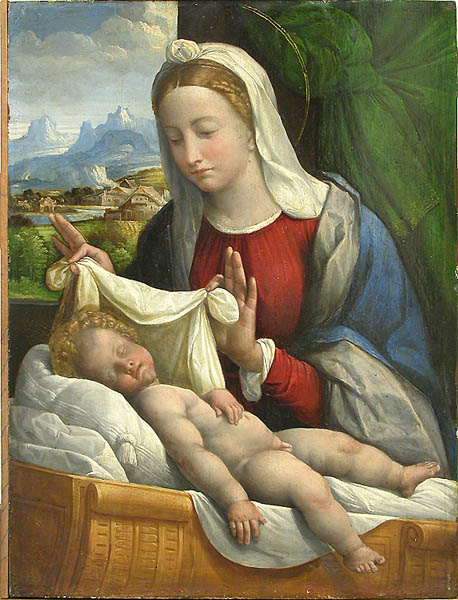
Bambin Gesù dormiente di Benvenuto Tisi da Garofalo (ca. 1550)

Dormi, dormi, bel Bambin o Dormi, dormi o bel Bambin è una canto di Natale italiano diffuso in tutta l'Italia settentrionale, nel Ticino e nella Corsica. Si tratta di una ninnananna a Gesù Bambino con un testo molto confidenziale.

## Storia
Sebbene alcuni sostengano che Dormi, dormi, bel Bambin risalga al XVI secolo, il più antico documento contenente il testo della canzone risale al XVII secolo ed è contenuta nei Sacri canti di Don Giambattista Michi di Fiemme. Benché non si possa attribuire con assoluta certezza a Michi la paternità del canto (che potrebbe avere origini mitteleuropee), qualcuno ha ipotizzato che lui avrebbe travestito la melodia di una danza che prende il nome di Marchiata con un testo religioso. Del brano esistono delle varianti in lingua inglese (Sleep, sleep, oh lovely child), tedesca  (Schlafe, schlafe, schönes Kind), e svedese (I ett barn tog du gestalt).